# Acompañantes
Acompañantes fue una miniserie de televisión de comedia argentina emitida por Telefe. La trama sigue a cuatro hombres que a raíz de sus problemas económicos deciden trabajar como hombres de compañía a espaldas de sus seres queridos. Estuvo protagonizada por Jorge Marrale, Fabián Gianola, Nicolás Pauls y Pablo Rago. La serie fue filmada en el año 2006 y estrenada el 9 de marzo de 2009.

## Sinopsis
Norberto, un profesor de filosofía decide unirse a Marcelo, un oportunista y Patricio, un exjugador profesional de fútbol en su plan de trabajar como acompañantes para aquellas mujeres que se siente solitarias y buscan placer, sin embargo, les falta conseguir a un hombre más para completar los requisitos. Es así, que Norberto encuentra a Kende, un hombre sin hogar, quien rápidamente acepta la oferta. De esta manera, los cuatro hombres vivirán situaciones poco comunes, hasta el punto de terminar presos por tratrase de un negocio ilegal, por lo tanto, juntos deberán buscar la forma de resolver el problema y no terminar perjudicados.

## Elenco

### Principal
- Jorge Marrale como Norberto Origoli.
- Fabián Gianola como Marcelo Morales.
- Nicolás Pauls como Kende Zacolta.
- Pablo Rago como Patricio Biyar.

### Secundario
- María Ucedo como Marcela.
- Nicolás Torcanowsky como Ramiro Morales.
- Camila Toker como Elena Origoli.

### Participaciones
- Melina Petriella como Nuria.
- Jorge Suárez como Esteban Cortéz.
- Tina Serrano como Raquel.
- Mónica Antonópulos como Luz.
- Cecilia Milone como Malena.
- José Luis Gioia como Omar.
- Mirta Wons como Felicitas.
- Silvia Pérez como Jueza.

## Episodios
| N.º | Título       | Dirigido por    | Escrito por                    | Fecha de emisión original | Audiencia (millones) |
| --- | ------------ | --------------- | ------------------------------ | ------------------------- | -------------------- |
| 1   | «Episodio 1» | Diego Lublinsky | Mario Segade y Gustavo Belatti | 9 de marzo de 2009        | 19,0                 |
| 2   | «Episodio 2» | Diego Lublinsky | Mario Segade y Gustavo Belatti | 16 de marzo de 2009       | —                    |
| 3   | «Episodio 3» | Diego Lublinsky | Mario Segade y Gustavo Belatti | 23 de marzo de 2009       | —                    |
| 4   | «Episodio 4» | Diego Lublinsky | Mario Segade y Gustavo Belatti | 30 de marzo de 2009       | 10,0                 |

## Recepción

### Comentarios de la crítica
La serie recibió críticas positivas por parte de los expertos. Marcelo Stiletano del diario La Nación calificó a la serie como «buena», escribiendo que debido a su edición corta de media hora, la serie «gana en agilidad» y que «gracias a este ahorro la historia avanza con brío, bastante energía y bienvenido humor». Asimismo, destacó las actuaciones de Marrale y Gianola, como así también el guion, diciendo que los diálogos tienen suficiente frescura, lo cual «compensa el riesgo de que la excusa central del argumento termine reiterándose una y otra vez sin matices». Por su parte, el periódico Clarín comentó que la propuesta de la serie se trataba «una idea simple planteada como un juego narrativo no realista, con toques de absurdo y mucha ironía» y que «en sus cuatro capítulos, Acompañantes se asomó como un producto desparejo».

### Premios y nominaciones
| Lista de premios y nominaciones | Lista de premios y nominaciones | Lista de premios y nominaciones       | Lista de premios y nominaciones | Lista de premios y nominaciones | Lista de premios y nominaciones |
| Año                             | Ceremonia de premiación         | Categoría                             | Nominado/a (s)                  | Resultado                       | Ref(s)                          |
| ------------------------------- | ------------------------------- | ------------------------------------- | ------------------------------- | ------------------------------- | ------------------------------- |
| 2009                            | Premios Martín Fierro           | Mejor Actor de Unitario y/o Miniserie | Jorge Marrale                   | Nominado                        | [ 8 ]                           |